# Глобальний центр «Нове сторіччя»
30°34′16″ пн. ш. 104°03′39″ сх. д. / 30.571111111111° пн. ш. 104.06083333333° сх. д.
Глобальний центр «Нове сторіччя» (кит.: 新世纪环球中心) — багатофункціональна будівля у Тяньфу, Ченду, Китай. Визнано найбільшою цілісною будівлею у світі. Обслуговує лінія 1 (метро Ченду).
Споруда має розмір заввишки — 100 м, розмір — 500×400 м або 1,76 млн м² площі, що робить її найбільшою, за площею, у світі будівлею (втричі більше за Пентагон та в 20 разів більше за Сіднейський оперний театр). У будівлі розташовані торгові площі, офіси, конференц-зали, університетський комплекс, два комерційних центри, два п'ятизіркові готелі, кінотеатр IMAX, аквапарк зі штучним пляжем на 5 тис. м² тощо. Будівництво тривало три роки.

## Опис
Розроблена групою розваг та подорожей мільярдера Ден Хунга (ETG), майже 400 000 м² будівлі відведено під торговельну зону. Тут також розташовані офіси, конференц-зали, університетський комплекс, два комерційні центри, готелі, кінотеатр IMAX, «середземноморське село», піратський корабель та ковзанка олімпійських розмірів. Центральним елементом будівлі є аквапарк ("Paradise Island Water Park"), має штучний пляж площею 5000 м², де є велетенський екран розміром 150х40 м утворює обрій, де можна бачити схід сонця та захід сонця. Вночі над басейном простягається сцена для концертів. Побудований стенд з видом на басейн та фудкорт. Новий готель Intercontinental налічуватиме 1009 номерів, розташованих по 6x8 поверхів по краю комплексу.